# بوهمی (فیلم ۲۰۰۹)
بوهمی (انگلیسی: La Bohème) فیلمی کوتاه به کارگردانی ورنر هرتسوک است که در سال ۲۰۰۹ ساخته شد.